# Shangpa Kagyü
 (janvier 2019).
Si vous disposez d'ouvrages ou d'articles de référence ou si vous connaissez des sites web de qualité traitant du thème abordé ici, merci de compléter l'article en donnant les références utiles à sa vérifiabilité et en les liant à la section « Notes et références ».
La lignée Shangpa Kagyü, ou Shangpa Kagyüpa est une des huit lignées de transmission du bouddhisme au Tibet.

## Présentation

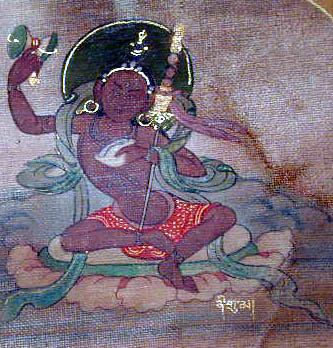
Niguma

La lignée Shangpa Kagyü est généralement peu connue. Elle est souvent considérée comme une lignée secondaire de la lignée Karma Kagyü (la célèbre lignée de Marpa, Milarépa et les Karmapas), mais en réalité ces deux lignées naquirent à peu près au même moment en Inde, autour du Xe siècle apr. J.-C. La lignée Karma Kagyü débute avec Tilopa et Naropa. La lignée Shangpa Kagyü commence avec la sœur de ce dernier, la dakini Niguma (en) et la dakini Sukhasiddhi (en). Son fondateur au Tibet est Khyungpo Naljor. Depuis lors, chacune des deux lignées a eu son propre développement, même si elles sont restées très proche dans l’histoire du Tibet.
Durant toute son histoire, la lignée Shangpa ne s’est jamais transformée en institution ou en école. Elle est avant tout une lignée de pratique et n’a jamais été impliquée dans les luttes pour le pouvoir ou les richesses. La plupart de ses détenteurs furent de grands yogis vivant dans des ermitages, ayant tous atteint un haut niveau de réalisation spirituelle.
La lignée Shangpa a eu très peu de monastères, était sans hiérarchie, et est restée une lignée « secrète » transmise de maître à disciple. À chaque génération, plusieurs branches sont apparues ; certaines d’entre elles ont disparu et d’autres ont perduré. De plus, elle fut souvent détenue par des maîtres d’autres lignées et écoles du bouddhisme tibétain.
Au XIXe siècle, alors qu’elle était quasiment éteinte, les grands maîtres Jamgön Kongtrul Lodrö Thaye et Jamyang Khyentse Wangpo ont réuni les transmissions des différentes branches et ont redonné de l’énergie à la lignée.

## Kalou Rinpoché
Au XXe siècle, un de ses principaux détenteurs, Kalou Rinpoché (1905-1989) – considéré comme une émanation de Jamgön Kongtrul Lodrö Thaye – permit à la lignée Shangpa de quitter le Tibet et de se développer grandement dans le monde entier. Dans les années 1970 et 1980, Kalou Rinpoché a fondé de nombreux centres du dharma à travers le monde et plusieurs centres de retraite dédiés aux enseignements Shangpa. Il transmit son influence spirituelle à certains de ses plus anciens disciples, dont le principal fut Bokar Rinpoché qui disparut en 2004, et était le supérieur du monastère de Mirik, au Ouest Bengal, en Inde.
Après la mort de Kalou Rinpoché en 1989, son tülku (émanation), Yangsi Kalou Rinpoché – qui est sorti de retraite en 2008 – est devenu le détenteur du siège de la lignée (le monastère de Sonada en Inde du Nord). Les autres détenteurs étant les lamas que Vajradhara Kalou Rinpoché a reconnu comme tels.
Même aujourd’hui, la lignée reste relativement méconnue. Ses enseignements et ses pratiques se transmettent quasi exclusivement dans le cadre des centres de retraites de trois ans Shangpa. Néanmoins, elle demeure très vivante et ne s’est pas détériorée.

## Les huit lignées de pratique
La lignée Shangpa Kagyü est une des huit lignées de pratique de la tradition tibétaine. Les quatre grandes écoles sont généralement bien connues : Nyingma, Gélug, Sakya et Kagyü qui reposent sur plusieurs courants des huit lignées de pratique. La nature des huit lignées de pratique est généralement beaucoup moins connue. Ces dernières sont des lignées de transmission de corpus particuliers d’enseignements et de pratiques, transmises de maître à disciple depuis leur origine. Historiquement, certaines de ces lignées sont devenues des institutions, et ont donné naissance aux quatre grandes écoles. Les autres, comme la lignée Shangpa sont restées plus diffuses mais sont cependant totalement vivantes aujourd’hui. 
Ces huit lignées sont : Nyingma, Kadampa (qui est devenue l’école Gélug), Lamdré (qui est devenue l’école Sakya), Marpa Kagyü, Shangpa Kagyu, Chöd (Padampa Sangyé et Machik Labdrön), Jordruk (Kalachakra Jonangpa), Dorjé Sum (le Grand Orgyenpa Rinchen Pal).

## Le mouvementRimé
Au XIXe siècle, un extraordinaire mouvement de renouveau spirituel s’est développé au Tibet : le mouvement rimé. Le mouvement rimé n’était pas une nouvelle école ou une nouvelle lignée. Rimé est un terme tibétain qui signifie « sans déviation », « non sectaire ». Le mouvement Rimé a développé une vision d’unité dans la diversité des différentes écoles et lignées : une profonde identité d’expérience spirituelle, dans une diversité d’expression et de moyens y menant ; cette diversité étant considérée comme une richesse.
Les principaux architectes de cette renaissance furent l’Omniscient Jamyang Khyentsé Wangpo (1820-1892), le tertön Chokgyur Dechen Lingpa (1829-1870) et Jamgön Kongtrul Lodrö Thaye (1813-1899), que le tibétologiste E. Gene Smith a appelé le « Léonard de Vinci tibétain ». L’activité de ces trois maîtres fut immense. Au-delà de tout sectarisme, avec une complète dévotion envers tous les enseignements du Bouddha, ils se sont mis à collecter tous les enseignements et transmissions de toutes les lignées, transcrivant toutes celles qui étaient demeurées orales et les transmettant à leur tour afin de continuer à les maintenir vivantes, et ce à une époque où certaines de ces lignées étaient en passe de disparaître. Jamgön Kongtrul eut la responsabilité de compiler cette immense richesse de savoirs dans cinq grandes anthologies connues sous le nom des Cinq Grands Trésors. On peut dire que non seulement le bouddhisme tibétain, mais le bouddhisme en général ne seraient pas ce qu’ils sont sans ce chef-d’œuvre.

## Histoire de la lignée Shangpa
Aux Xe et XIe siècles, à l’apogée du bouddhisme en Inde, juste avant les invasions musulmanes et que la domination hindoue le fasse quasiment disparaître, de nombreux grands maîtres accomplis (les mahâsiddhas) sont apparus comme Luipa, Tilopa, Naropa, Maitripa, Saraha. Parmi eux, il y eut deux femmes extraordinaires qui avaient atteint le parfait éveil : Nigouma et Sukkhasiddhi. Il est même dit qu’elles avaient reçu des enseignements directement du Bouddha Vajradhara, le bouddha primordial, l’essence de tous les bouddhas.
Contemporain de Marpa le traducteur, Khyungpo Neldjor naquit probablement en 984 à Nyemo Ramang, au centre Ouest du Tibet. À sa naissance, l’adepte Amogha atterrit du ciel pour offrir des prophéties extraordinaires sur le jeune enfant. Khyungpo Neldjor se rendit sept fois en Inde et au Népal, à la recherche du dharma authentique ; il étudia et pratiqua auprès de grands maîtres comme Maitripa, Dorjedenpa et Rahula. De retour au Tibet, il fonda un monastère à Shang-Shung dans le centre du Tibet. C’était son siège principal, et il devint vite renommé comme le « Lama de Shang », ce qui donna son nom à la lignée Shangpa. De plus, il était renommé pour avoir fondé des centaines de monastères et avoir des milliers de disciples. Il transmit les enseignements de Nigouma à un seul de ses disciples, Mochok Rinchen Tsondru (Mochokpa). La lignée Shangpa est souvent citée comme étant la « lignée secrète », car Nigouma donna comme instruction à Khyungpo Neldjor de ne transmettre les enseignements qu’à un  seul disciple pendant les sept premières générations (en commençant au Bouddha Vajradhara et à Nigouma). De Mochokpa, la lignée passa à Kyergang Chökyi Sengué (Kyergangpa), puis à Nyentön Rigung Chökyi Sherab (Rigongpa), et Sangyé Tönpa.
Ces sept premiers maîtres sont connus comme les Sept Grands Joyaux de la tradition Shangpa. Sangyé Tönpa fut le premier maître qui donna ses instructions à plus d’un seul de ses disciples, et à partir ce moment, plusieurs lignes de transmissions se sont développées. La raison pour laquelle la lignée resta secrète de cette manière fut pour l’empêcher de devenir une tradition monastique ; elle devait être pratiquée plutôt que codifiée.
Parmi les détenteurs de la lignée, on trouve des maîtres très connus comme Thangtong Gyalpo, Kunga Drölchok, Khatok Tsewang Norbu, Trinlé Shingta (le 7e Gyalwang Droukpa) et Jetsün Taranatha qui eut une grande influence dans l’histoire du Tibet et qui est réputé pour avoir reçu en vision des enseignements de la dakini Nigouma.
Bien que les enseignements Shangpa fussent considérés comme très élevés et fussent assimilés par de nombreuses écoles, la tradition ne s’est jamais transformée en institution, avec de grands monastères, et utilisant le système de transmission des tülkus. Malgré tout, ses enseignements sont toujours pratiqués et transmis dans de petits centres de retraite dans tout l’Himalaya et en Occident. Au XIXe siècle, Jamgön Kongtrul rassembla les transmissions toujours vivantes ce cette lignée et assura leur continuité en les incluant dans son célèbre Trésor des Instructions Sacrées (dam ngak mdzöd).
La transmission de la lignée Shangpa fut aussi incorporée dans les écoles Sakya et plusieurs autres écoles Kagyü. Tsongkhapa, qui fonda l’école Gelugpa était aussi versé dans les enseignements Shangpa Kagyü.

## Les particularités de la lignée Shangpa
En plus de ne s’être jamais convertie en institution durant son histoire et d’avoir été souvent détenue par des maîtres d’autres écoles, la lignée Shangpa est aussi unique pour son origine remontant à deux femmes éveillées extraordinaires : Nigouma et Sukhasiddhi. L’érudit et accompli Khyungpo Neldjor était tout aussi extraordinaire, bien qu’il soit beaucoup moins connu que ses contemporains Naropa, Marpa et Milarépa. Khyungpo Neldjor était considéré par Jamgön Kongtrul comme l’un des plus grands yogis ayant jamais existé au Tibet. Il écrit de lui dans l’Histoire impartiale des sources des enseignements (ris med chos ‘byung):
« Ses accomplissements étaient inégalés, sauf par les maîtres indiens Luhipa, Krishnacharya et Ghantapa. Au Tibet, il apparaît que parmi les vingt-cinq disciples [de Guru Rinpoché] durant la première vague [de diffusion du dharma] et parmi les maîtres de la seconde vague, personne ne pouvait rivaliser avec son érudition, sa réalisation spirituelle, ses pouvoirs miraculeux et son activité spirituelle. »
La lignée Shangpa est considérée comme exceptionnelle pour la profondeur de ses enseignements et pour la réalisation spirituelle de ses maîtres.
Jetsun Taranatha écrivit au XVIIe siècle :
« Bien que la lignée Shangpa se soit disséminée dans de nombreuses autres lignées, grâce au sceau adamantin constitué par les paroles des dakinis, il n’y a jamais eu de divergence entre les mots et leur sens.  Pure de toute impureté venant de la production ordinaire des concepts, La lignée Shangpa est au sommet de toutes les lignées de pratique. »
Dans l’Encyclopédie des Connaissances (shes bya kun khyab mdzod) Jamgön Kongtrul Lodrö Thayé écrivit : 
« Cette lignée d’instruction est soutenue par trois qualités uniques qui la rendent supérieure à toute autre : 
1. Les détenteurs de la lignée ont toujours été des personnes extraordinaires, la succession de maîtres de la lignée se compose exclusivement de bodhisattvas dans leur dernière vie (avant la parfaite bouddhéité), cette lignée n’a jamais été interrompue par la présence d’êtres ordinaires.
2. Les instructions de méditation sont eux-mêmes extraordinaires. Leur sens n’est pas décevant et les mots sont libres de toute impureté. Les mots vajra des vers scellés par les dakinis n’ont jamais été changés par des compositions ou des embellissements venant de l’imagination de personnes ordinaires.
3. Son influence spirituelle est particulièrement exceptionnelle. Aujourd’hui encore, dans cette période de dégénérescence, cette influence est telle que le fruit de l’accomplissement est atteint par des individus diligents qui la pratique et gardent leurs samayas.

Parce qu’elle a gardé un caractère relativement intime, si ce n’est « secret », la lignée Shangpa a pu préserver, jusqu’à aujourd’hui, toute sa pureté, son pouvoir et son influence spirituelle. »

## Enseignements et pratiques de la lignée
Les enseignements principaux transmis par la lignée Shangpa consistent en cinq cycles :

### Les Cinq cycles
1. De Nigouma : Les Cinq Enseignement d’Or (gser chos sde lnga),
2. De Sukhasiddhi : les six yogas et Mahâmudrâ,
3. De Maitripa : le protecteur Mahâkala Chadrupa, Mahâkala à six bras, et c’est depuis cette transmission que la pratique de cette déité fut diffusée dans d’autres écoles.
4. D’Abhaya (Dorje Denpa ou Vajrasanapada) : Les Cinq Déités Tantriques qui combinent les principales déités de la plus haute classe de tantra (l’Anuttarayoga) : Chakrasamvara, Guhyasamaja, Mahamaya, Hevajra, and Vajrabhairava.
5. De Rahula : La Pratique Conjointe des Quatre Déités (lhashi drildrup)

Ces enseignements constituent le cœur de la transmission et des pratiques Shangpa pour les centres de retraite de trois ans.

### «Les Cinq Enseignements d’Or»
1. Les racines sont les Six Yogas de Niguma qui sont très similaires aux Six Yogas de Naropa pratiqués par toutes les autres écoles kagyü. Les Six Enseignements de Nigouma incluent les enseignements de la chaleur intérieure (gtu mo), le corps illusoire, le rêve, la claire lumière, le transfert (phowa), et le bardo (l’état intermédiaire entre mort et naissance).
2. Le tronc est le Mahâmudrâ du Reliquaire (phyag chen ga’u ma).
3. Les branches sont les trois façons de transformer les phénomènes ordinaires sur la voie. (lam-khyer-gsum).
4. Les fleurs sont les formes blanches et rouges de Khecari.
5. Le fruit est la réalisation de l’esprit comme immortel et inaltérable.

Ces préceptes ont été recueillis sur la base des vers adamantins (sansk. : Vajrapada / Tib. : rdorje’i tshig-rkang) de la Jnanadakini Nigouma. Comme les sujets de méditation et les formules de supplication ne sont pas fabriqués, altérés ou corrompus par les pensées d’un individu ordinaire, elles sont comme l’or pur.
Il semble que des enseignements de la dakini de sagesse primordiale Sukhasiddhi, seul le plus profond, Les Six Enseignements de la Voie des  Moyens Habiles et les préceptes du Mahâmudrâ de pure conscience primordiale soient restés.

## Centres Shangpa Kagyü dans le monde

### Asie

#### Inde
Sonada - Samdrup Thargyay Ling
Siège du Palden Shangpa Kagyu
S.E. Yangsi Kalu Rinpoche

Salugara Monastery – Droden Kunchab Chodey

Kagyu Thekchen Ling Monastery (Lava)
S.E. Jamgön Kongtrul Rinpoche

Mirik - Bokar Ngedon Chokhor Ling
Khempo Lodrö Dönyö Rinpoche

#### Hong-Kong
Pal Shangpa Thekchen Ling

#### Népal
Pullahari Monastery & Retreat Centre
H.E. Jamgön Kongtrul Rinpoche

#### Taïwan
Kagyu Ranjung Kunkyab
Ani Sönam
```

```

Kagyu Drodon Kunchab
Lama Jangchup

#### Tibet
Tsadra Rinchen Drak

### Amérique du Nord

#### Canada
Kagyu Kunkhyab Chuling (KKC) 
Lama Tsultrim / Lama Tsenjur Rinpoche 

Vancouver monastic center 
Lama Tsewang

#### États-Unis
Kagyu Droden Kunchab (KDK) 
Vén. Lama Lodru Rinpoché  

Kagyu Sukha Chöling 
Lama Pema et Lama Yeshe 

Kagyu Changchub Chuling (KCC) 
Lama Michael Conklin 

Kagyu Thubten Chöling Monastery (KTC) 
Vén. Lama Norlha Rinpoche

Kagyu Takten Puntsokling 
Lama Zik (Victoria Whitehand) and Lama Damtsik

Sukhasiddhi Fondation
Lama Palden Drolma

Mahavajra Dharma Center
:Vén. Tulku Wangchen Rinpoche

Kagyu Shenpen Kunchab
Lama Karma Dorje

Kagyu Thubten Choling Tibetan Dharma Center
Lama Tashi Dundroup

Kagyu Dakshang Choling
Lama Tsang Tsing

Kagyu Tenjay Choling
Lama Zopa Walters

Karma Rimay O Sal Ling Maui Dharma Center - HAWAII
Lama Gyaltsen
Karma Thegchen Ling - Honolulu, HAWAII
Lama Karma Rinchen, Lama Tenpa Gyaltsen

### Amérique du Sud

#### Argentine
Kagyu Tekchen Choling - Buenos Aires 
Lama Sangye Dorje / Lama Rinchen Khandro

#### Brésil
Kagyu Pende Gyamtso 
Lama Jigme Tendzin, Lama Sönam Sherpa, Lama Trinley

### Europe

#### France
Paldenshangpa La Boulaye
Vén. Kyabjé Kalou Rinpoché

Kagyü Dzong
Vén. Lama Gyurmé Rinpoché

Vajradhara Ling
Vén. Lama Gyurmé Rinpoché

Institut Karma Ling / Sangha Rimay
Vén. Lama Denys Rinpoché

Paldenshangpa Montpellier KRTL
Lama Yeunten

Yogi Ling
Lama Sherab Namdröl

#### Belgique
Institut Yeunten Ling
Lama Karta

#### Italie
Centro Milarepa 
Vén. Lama Sciatrul Rinpoché

#### Norvège
Karma Tashi Ling Buddhist Center 
Lama Jangchub Tsering

#### Espagne
Dag Shang Kagyu
Lama Drubgyu Tenpa

#### Pologne
Polish Shangpa Center
Lama Tenpa Dargye